# Santa Maria de Vilardida
Santa Maria de Vilardida és una església de Vila-rodona (Alt Camp) inclosa a l'Inventari del Patrimoni Arquitectònic de Catalunya.

## Descripció
L'església de Santa Maria de Vilardida està situada a un extrem del nucli. És de planta rectangular, amb absis semihexagonal, d'una sola nau de 3 trams i amb senzills contraforts exteriors. La coberta és de teula, a dues vessants, i forma un petit ràfec sobresortin a les façanes laterals. A la façana principal s'obre, centrada, la porta d'accés rectangular, damunt la qual hi ha na petita obertura circular. Corona la façana un senzill espadat, amb un pen ull de ferro. El material de la construcció és la pedra. La façana principal es troba arrebossada i pintada de blanc.

## Història
La capella de Vilardida, dedicada a Santa Maria, sembla tenir dues etapes de construcció: una primera, gòtica del segle xiii, i una segona, del segle xviii, època en què va ser reconstruïda i en la qual es va transformar la portada. Aquesta capella depèn de l'església.